# Chad Posthumus
Chad Posthumus (Winnipeg, Manitoba, 12 de febrero de 1991-Winnipeg, Manitoba, 20 de noviembre de 2024) fue un baloncestista canadiense. Con 2,11 metros de altura, jugaba en la posición de pívot. Representó a Canadá a nivel internacional.

## Trayectoria

### Universidad
Posthumus ingresó en 2009 a la Universidad de Columbia Británica, uniéndose a los UBC Thunderbirds, el equipo de baloncesto de la institución que competía en la Canadian Interuniversity Sport. Tras un año allí, decidió no jugar por una temporada para aumentar sus chances de ingresar al circuito de baloncesto universitario estadounidense. Finalmente en 2011 consiguió transferirse al Howard College, de Big Spring, Texas, donde actuó con los Hawks en la NJCAA. 
En sus temporadas como júnior y sénior compitió en la Ohio Valley Conference de la División I de la NCAA como hombre de los Morehead State Eagles, donde registró marcas de 8,6 puntos y 8,9 rebotes por partido en 67 presentaciones.

### Profesionalismo
Tras graduarse en 2014, optó por continuar jugando profesionalmente. Estuvo presente en la NBA Summer League de ese año como miembro de los Chicago Bulls, pero no recibió posteriormente oferta alguna de ninguna de las franquicias de la liga. En consecuencia partió hacia Japón, contratado por el Levanga Hokkaido de la B.League.
En enero de 2015 se sumó al Mississauga Power de la NBL de Canadá, pero dos semanas después dejó ese equipo para incorporarse a Argentino de Junín en reemplazo de Chris Owens, en la competitiva Liga Nacional de Básquet de Argentina.
Luego de la experiencia sudamericana, regresó a la NBL canadiense, jugando la temporada 2015-16 con los London Lightning y con el Island Storm.
En septiembre de 2016 retornó a Japón para jugar con el Kagoshima Rebnise de la segunda división local, pero luego pasaría a las filas del Hitachi Sun Rockers y terminaría la temporada jugando con los Shinshu Brave Warriors.
Luego de su segunda experiencia en tierras asiáticas, Posthumus intentó ingresar al Oklahoma City Blue de la G League, pero no superó la revisión médica, motivo por el cual se sometió a una cirugía de cadera que lo dejó varios meses inactivo. Volvió a las canchas en julio de 2018 para jugar con el Illinois BC en The Basketball Tournament, pero una nueva cirugía posterior lo alejó de la competición por otro semestre.
Regresó a la actividad profesional en su país en 2019, y continuó las siguientes temporadas alternando en equipos de la NBL y de la CEBL, las dos ligas de baloncesto más competitivas de Canadá.
A fines de marzo de 2022 tuvo la oportunidad de regresar a Sudamérica, pero esta vez como jugador del Aguada de la Liga Uruguaya de Básquetbol. Sin embargo solamente jugó un partido antes de que el club le rescindiera su contrato. Un año después, a fines de marzo de 2023, se unió a Dorados Capital, un equipo mexicano perteneciente a la Liga de Básquetbol Estatal de Chihuahua con el que terminaría la temporada como subcampeón.

### Selección nacional
Posthumus integró el plantel de la selección de baloncesto de Canadá que participó de la FIBA AmeriCup de 2022.
Representó a su país en la FIBA AmeriCup 3x3 de 2023.

## Fallecimiento
El 9 de noviembre de 2024 sufrió un aneurisma cerebral mientras entrenaba en Winnipeg. Terminó hospitalizado, siendo intervenido quirúrgicamente poco después. Falleció el 20 de noviembre.